# Location intelligence
Location intelligence combineert locatiegerelateerde gegevens met bedrijfsgegevens om nieuwe inzichten te creëren, om betere beslissingen te nemen en om bepaalde bedrijfsprocessen te optimaliseren en toe te passen. Location Intelligence betreft het vermogen om processen en verschijnselen binnen een organisatie te begrijpen en te verbeteren door het bestuderen van geografische relaties. Om dit te realiseren wordt bij Location Intelligence veelal een integratie gemaakt tussen Business intelligence (BI) en geografisch informatiesysteem (GIS).
Bij location intelligence staan de bedrijfsgegevens (zoals de klantgegevens van een winkel) centraal die in veel gevallen opgeslagen staan in een BI-omgeving. Belangrijk voor Location Intelligence is dat de opgeslagen gegevens een verwijzing hebben naar een locatie in de ruimte, zoals door middel van een adres, postcode of coördinaat.
Meer dan 80% van alle gegevens en bedrijfsprocessen zijn gerelateerd aan een locatie; ze bevatten een ruimtelijke component en kunnen daardoor antwoord geven op de ‘waar?’-vraag. Location Intelligence maakt gebruik van GIS om de bedrijfsgegevens te analyseren en te visualiseren.